# 筆燈

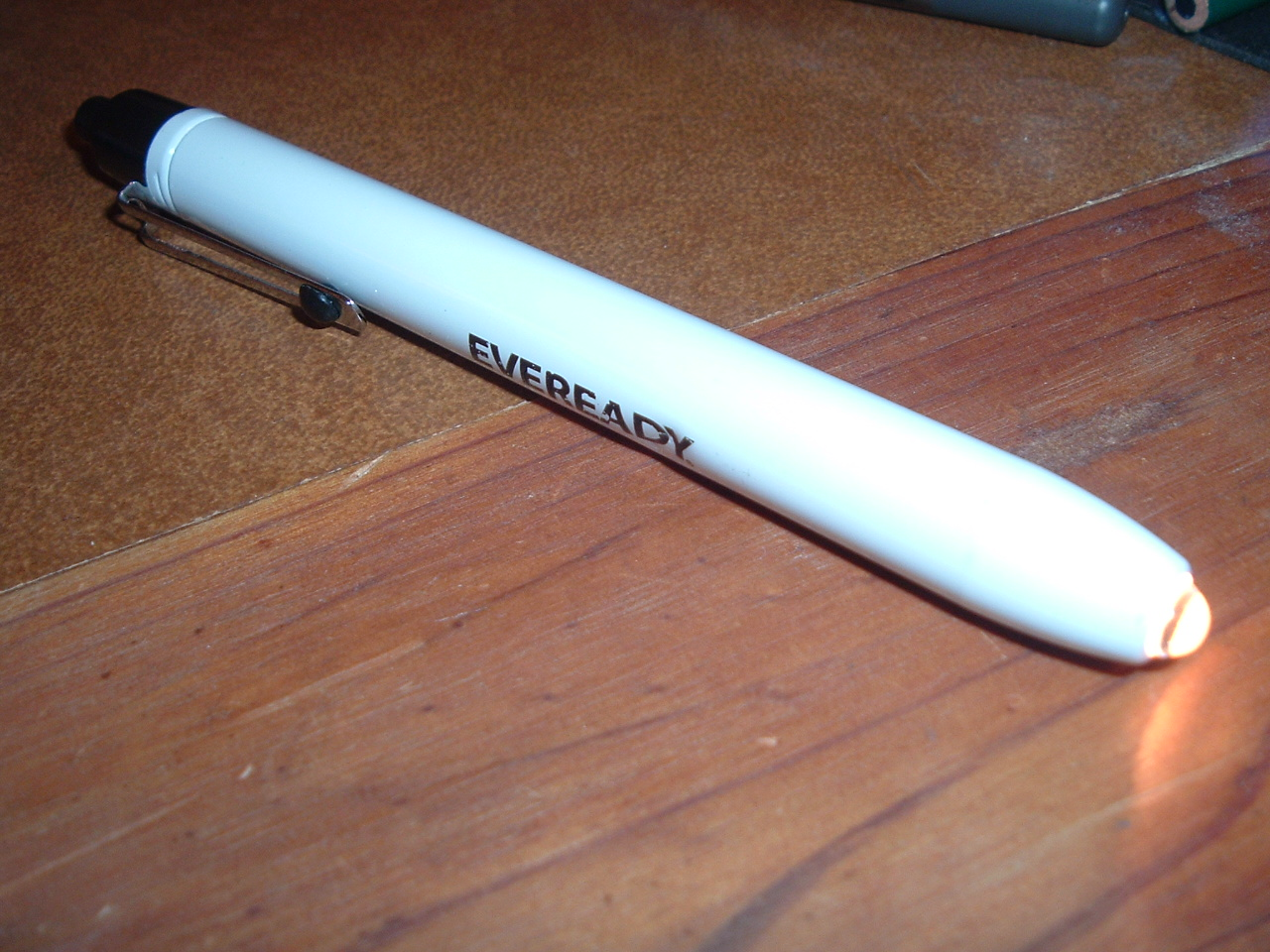
筆燈

筆燈是指稱造型像筆般尺寸的手電筒，通常使用鈕扣電池供電。
此外，電子螢光棒由於形狀及供電方式與筆燈類似，也可被視為筆燈的類型之一。